# Relations entre la République centrafricaine et le Saint-Siège
Les relations entre la République centrafricaine et le Saint-Siège sont les relations bilatérales (en) existant entre la République centrafricaine et le Saint-Siège. Elles débutent en 1967, mais les deux États ne renforcent leur coopération qu'au début du XXIe siècle avec les visites d'État du pape François en Centrafrique et du Président centrafricain Faustin-Archange Touadéra au Vatican.
Le Saint-Siège dispose d'une nonciature apostolique à Bangui, tandis que la République centrafricaine ne possède pas de représentation diplomatique près le Saint-Siège. Le dernier nonce apostolique en Centrafrique est l'archevêque Franco Coppola (2014-2016),, mais il est muté par le Saint-Siège en 2016 et sa fonction est actuellement vacante. Joseph Chennoth est nonce apostolique en Centrafrique de 1999 à 2005.

## Histoire
Les relations entre la République centrafricaine et le Saint-Siège débutent en mai 1967.

## Visites officielles
En novembre 2015, le pape François effectue une visite d'État en République centrafricaine et encourage le processus de réconciliation nationale initié lors de la deuxième guerre civile. Il est acclamé par la foule et dirige une célébration à Bangui. Il encourage les militants chrétiens et musulmans à renoncer aux armes. Au cours de sa visite, François rencontre la présidente par intérim Catherine Samba-Panza.
Après avoir été élu président de la République centrafricaine, Faustin-Archange Touadéra effectue sa première visite d'État au Vatican en avril 2016,. Il remercie le pape pour avoir visité son pays dans une période difficile de son histoire et affirme que la Centrafrique est sur le chemin du rétablissement avec les élections législatives pacifiques de 2016 et le processus de démobilisation des milices.
Le 25 janvier 2015, le pape François reçoit le président Taoudéra en audience au Vatican.

## Accords bilatéraux
Le 6 septembre 2016, un accord-cadre est signé entre la République centrafricaine et le Saint-Siège au palais présidentiel de Bangui par le ministre des Affaires étrangères et de l'Intégration africaine Charles-Armel Doubane (en) et l'archevêque Franco Coppola, en présence du président Faustin-Archange Touadéra et de l'archevêque de Bangui Dieudonné Nzapalainga. Cet accord de 21 articles définit les relations entre l'Église catholique et l'État centrafricain, ainsi que des points d'intérêt commun et de coopération entre eux,. L'accord est ratifié au Palais apostolique du Vatican et entre en vigueur le 5 mars 2019, en présence du cardinal-secrétaire d'État Pietro Parolin et du président Touadéra.